# Janolus cristatus
Janolus cristatus är en snäckart som först beskrevs av Delle Chiaje 1841. Enligt Catalogue of Life ingår Janolus cristatus i släktet Janolus och familjen Janolidae, men enligt Dyntaxa är tillhörigheten istället släktet Janolus och familjen Zephyrinidae. Arten är reproducerande i Sverige. Inga underarter finns listade i Catalogue of Life.

## Bildgalleri

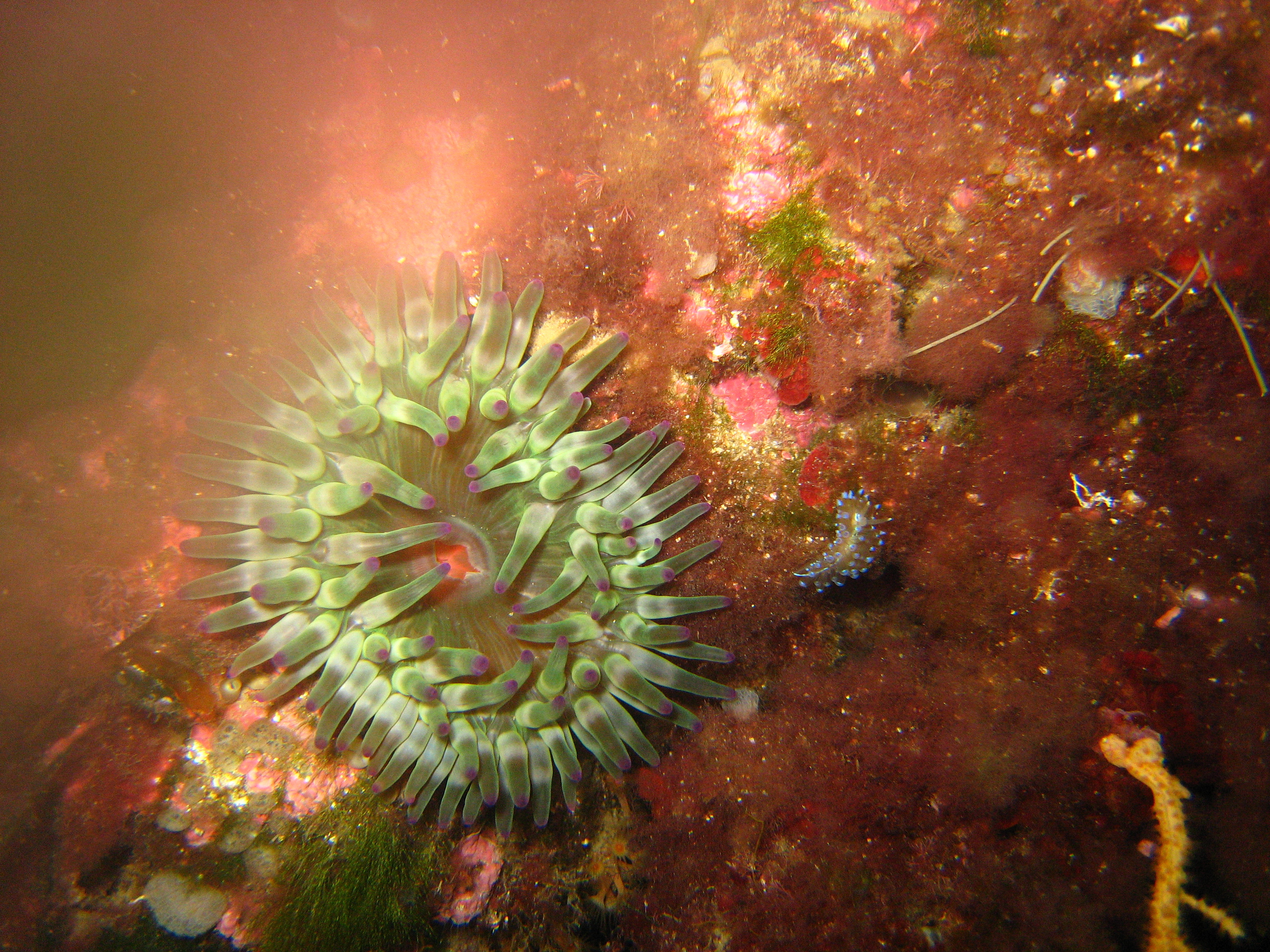
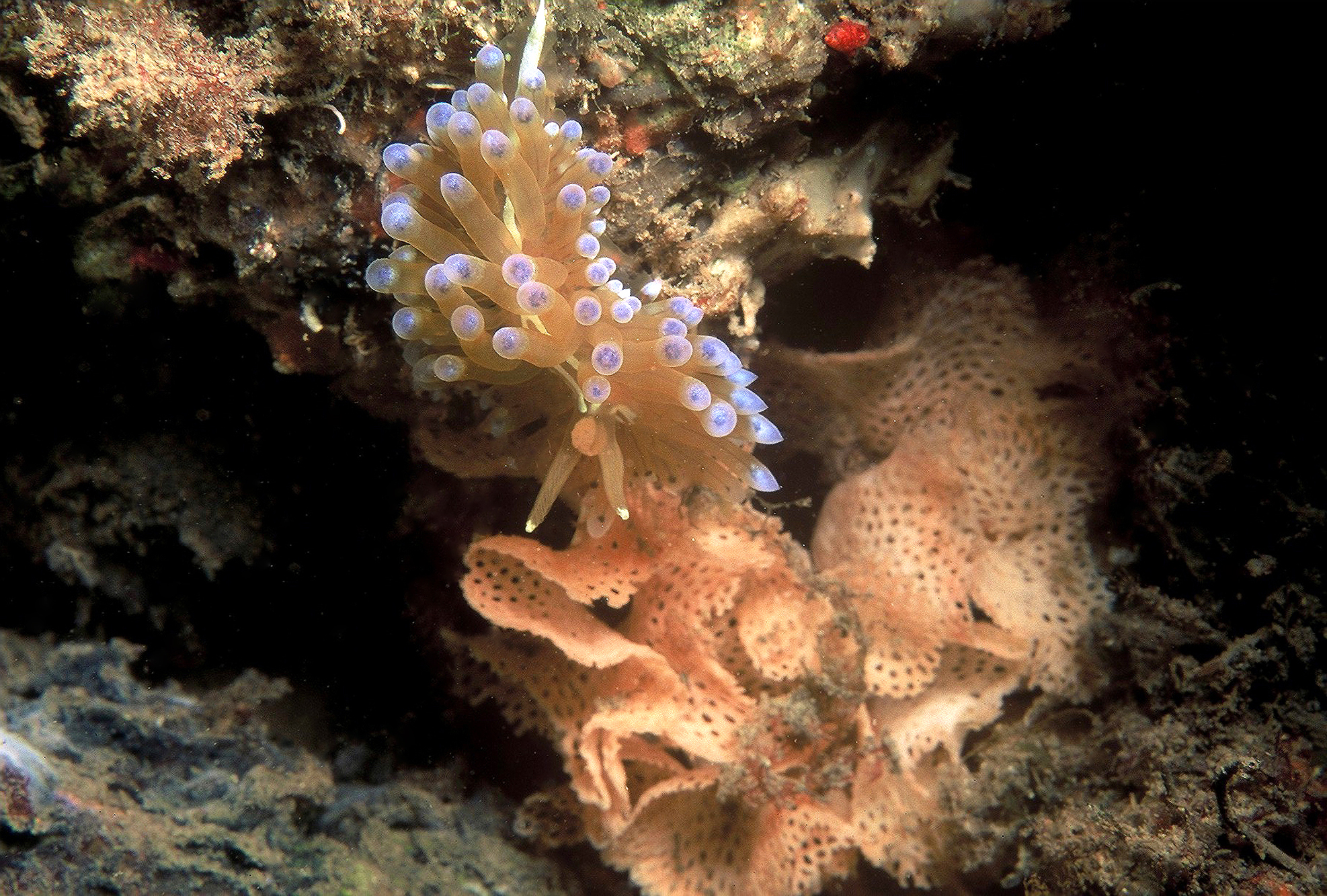
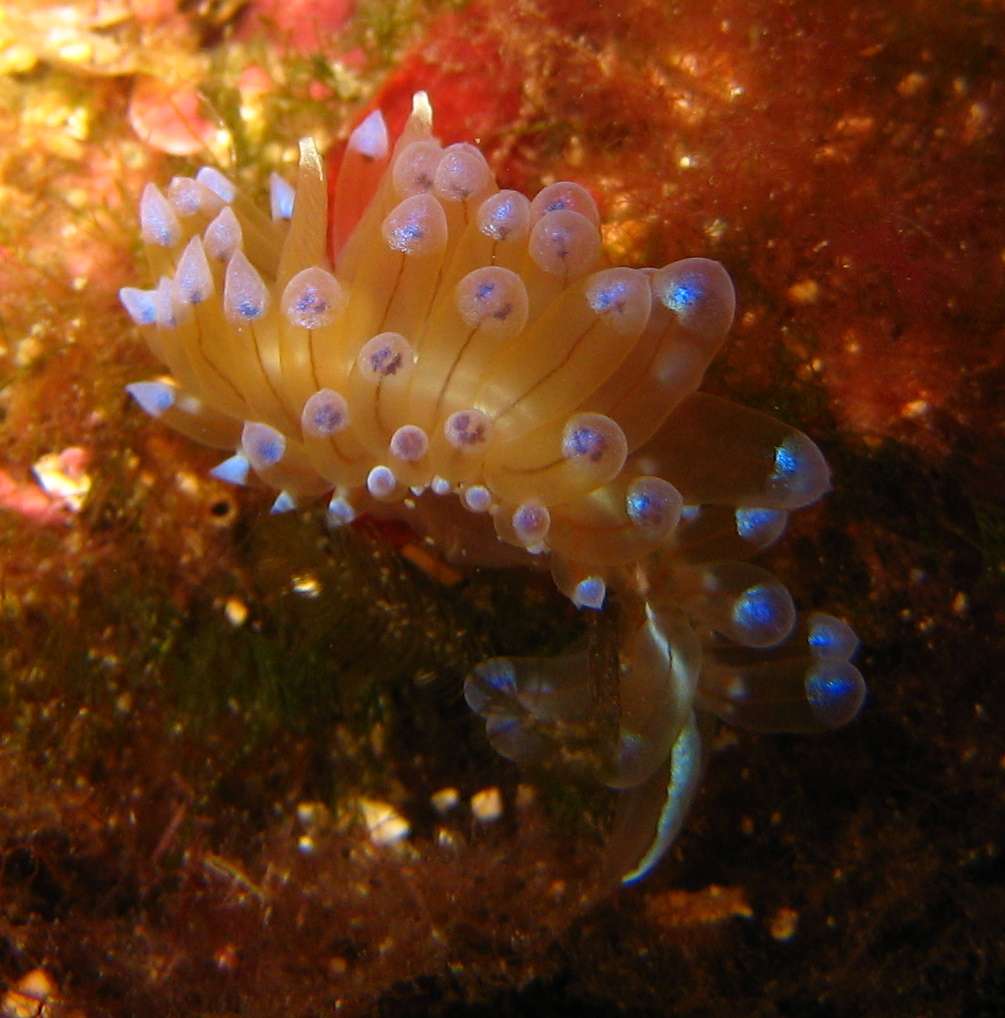
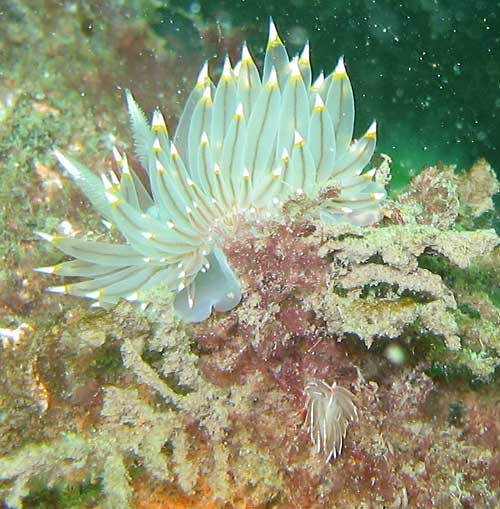
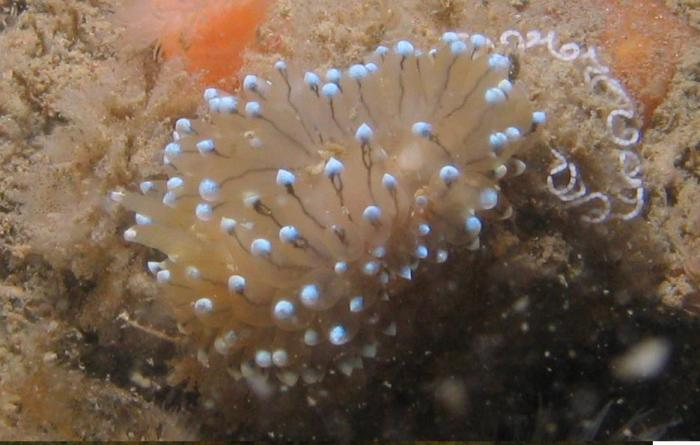
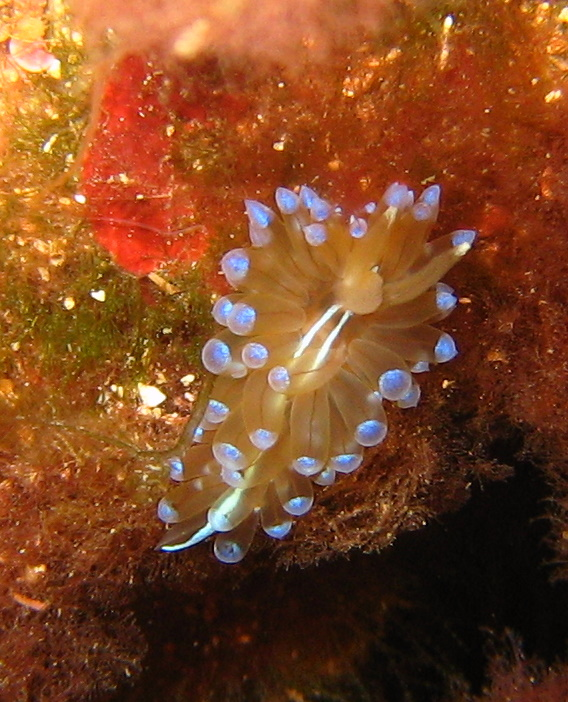